# From This Day
"From This Day" è una canzone del gruppo musicale statunitense Machine Head.
Proviene dalla lista tracce del loro terzo album in studio The Burning Red, e fu pubblicata come singolo il 31 ottobre 1999. Il brano è presente anche nella raccolta dal vivo del gruppo Hellalive.
Il singolo fu accompagnato da un video musicale diretto da Michael Martin.

## Tracce

### Card sleeve promo
1. "From This Day" (single version) – 3:07
2. "From This Day" (album version) – 3:53
3. "Call-Out Hook – 0:12

### Edizione pubblicata in Europa
1. "From This Day" (single version) – 3:07
2. "Alcoholocaust" – 3:42
3. "House of Suffering" (Bad Brains cover) – 2:09

### Edizione pubblicata in Giappone
1. "From This Day" – 3:55
2. "Desire to Fire" (Live) – 4:39
3. "The Blood, the Sweat, the Tears" (Live) – 4:35
4. "From This Day" (Live) – 4:29

### Promo white card sleeve
1. "From This Day" (single version) – 3:07
2. "From This Day" (album version) – 3:53
3. "Call-Out Hook – 0:12

## Classifiche (1999)
- Scozia (OCC), posizione massima 74[4]
- Regno Unito (OCC), posizione massima 74[5]
- UK Rock and Metal (OCC), posizione massima 1[6]